# Shadow Gallery
Shadow Gallery est un groupe de metal progressif américain, originaire de Lehigh Valley, en Pennsylvanie. Il est formé pendant les années 1980, originellement sous le nom de Sorcerer. Après un changement de nom pour Shadow Gallery (inspiré de V pour Vendetta d'Alan Moore) et une démo de huit chansons, le groupe signe au label Magna Carta Records en 1991. Le premier album, éponyme, de Shadow Gallery est publié l'année suivante au Japon et en Europe. En mi-2005, Shadow Gallery publie son cinquième album studio, Room V, au label indépendant InsideOut Music.
Le groupe est souvent comparé à ses contemporain du metal progressif Dream Theater et Symphony X. Les membres de Shadow Gallery ont également collaboré avec d'autres groupes du genre. James LaBrie de Dream Theater contribue à la partie chorale de la chanson I Believe (issue de leur album Tyranny), et en retour, les membres de Shadow Gallery contribueront aux projets parallèles de LaBrie (comme Mullmuzzler).
Le 29 octobre 2008, leur chanteur Mike Baker succombe d'une crise cardiaque à l'âge de 45 ans.

## Biographie

### Sorcerer (1985–1991)
Sorcerer comprend à l'origine Mike Baker, Carl Cadden-James, Ron Evans, et John Coonie. Ils débutent comme groupe de reprises, en particulier des chansons complexes à reprendre comme celles d'Yngwie Malmsteen et Rush. En 1985, les guitaristes Chris Ingles et Brendt Allman se joignent au groupe, et Ingles passe immédiatement aux claviers. À cette période, Ron Evans se sépare du groupe pour se consacrer à ses propres intérêts.

### Débuts (1991–1998)
Après un changement de nom pour Shadow Gallery et une démo de huit chansons, Mike Varney les signe au label Magna Carta Records le 23 août 1991 auquel ils deviennent les deuxième à signer (les premiers étant Magellan). Le label « cherchait un souffle nouveau de rock progressif pour un public qui était entouré par de plus grandes sociétés de disque trop commerciales. » Impressionné par la démo de Shadow Gallery, Varney est persuadé que le groupe aidera son label à atteindre cet objectif..
Le premier album, homonyme, de Shadow Gallery est publié l'année suivante au Japon et en Europe. Cependant, avant leurs contraintes liées à une tournée en soutien de l'album, le groupe se doit d'avoir une formation stable. En avril 1993, le groupe recrute le guitariste et claviériste Gary Wehrkamp, du groupe The Boxtops. En avril 1994, ils recrutent le batteur Kevin Soffera. Avec une nouvelle formation solide, Shadow Gallery publie son deuxième album studio, le 11 juillet 1995, Carved in Stone. Mais le groupe ne peut tourner en soutien à ses albums par manque de temps.

### Tyranny(1998–2001)
Carved in Stone est suivi par l'album Tyranny en 1998. L'album est un album-concept profondément ancré dans la politique, dont les thèmes se basent sur la guerre. Tyranny est aussi notable pour la participation de plusieurs musiciens. Hormis la contribution vocale de James LaBrie sur I Believe, D.C. Cooper (chanteur de Royal Hunt) contribue aux parties vocales de la chanson New World Order, et le violiniste Paul Chou participe aux chansons Spoken Words et New World Order, cette dernière qui comprend un duo entre Mike Baker et Laura Jaeger. Shadow Gallery renvoie l'ascenseur à LaBrie en 1998 avec la participation de Allman, Cadden-James, Wehrkamp et le musicien Gary Sloyer au projet musical Mullmuzzler. Leur premier album, Keep It to Yourself, est publié par Magna Carta en été 1999.

### Legacy(2001–2005)
Le 10 avril 2001, le groupe publie son quatrième album, Legacy, leur dernier chez Magna Carta Records. Cet album, publié entre Tyranny et Room V, n'est en relation avec aucun des deux albums mentionnés, et forme plutôt une collection indépendante de chansons. Il est bien accueilli par la presse spécialisée,.

### Room V(2005–2008)
Room V est publié le 30 mai 2005 (Europe) et le 7 juin 2005 (Amérique du Nord), et devient le premier album du groupe publié au label InsideOut Music. Il s'agit d'un album-concept qui continue dans la lancée narrative de Tyranny. L'album fait participer Jaeger de retour au chant sur Comfort Me. Le groupe publie un second disque. En plus d'un segment intitulé The Story of Room V (sur CD-ROM), l'album comprend cinq chansons bonus, comme le morceau de batterie solo de Joe Nevolo (Joe's Spotlight), une démo inédite (Memories), une version acoustique de Rain, issue de Room V, et un long medley reprenant la chanson de Pink Floyd, Floydian Memories.

### Mort de Baker (2008–2009)
D'après un e-mail de Shadow Gallery envoyé le 31 octobre 2008, Baker aurait succombé à une crise cardiaque le 29 octobre 2008, à l'âge de 45 ans. Malgré la mort de Baker, Shadow Gallery continue dans sa lignée musicale et publie l'album Digital Ghosts le 23 octobre 2009 en Europe avec un nouveau chanteur Brian Ashland.
Le 17 décembre 2009, le groupe annonce sur son site web sa participation au Triton Power Cruise (avec neuf autres groupes), programmé pour naviguer entre le 30 avril et le 3 mai 2010 depuis Miami, en Floride. Cependant, en février, la croisière est annulée pour cause de problème de santé au sein de la famille du promoteur.

### Tournées (2010–2013)
Le 17 avril 2010, Shadow Gallery annonce sa tournée en tête d'affiche le samedi 2 octobre 2010 au ProgPower Europe à Baarlo, aux Pays-Bas. Ils annoncent le 20 juillet leur participation à un concert local à Tannersville le 5 septembre 2010 au Barley Creek Brewing Company.
Le groupe annonce en 2013 une nouvelle tournée. Ils annoncent leur première apparition le 5 mai 2013 aux Rites of Spring Festival (RoSfest) de Gettysburg, en Pennsylvanie, et le vendredi 6 septembre 2013 au ProgPower USA d'Atlanta, en Géorgie

### Derniers événements (depuis 2014)
Le 3 septembre 2014, Shadow Gallery annonce un nouvel album. Le 29 novembre 2015, Le studio et la maison de Gary Wehrkamp sont détruits par un incendie. En juin 2016, le groupe annonce un nouvel album en vidéo.

## Influences
Shadow Gallery reprend des éléments de métal progressif de groupes comme Rush et Dream Theater et progressif tel que Pink Floyd. Pour Gary Wehrkamp, ce sont d'artistes et groupes comme Tori Amos, Metallica (à leurs débuts), Alice Cooper, Gamma Ray, Type O Negative et Nine Inch Nails qui les inspirent.

## Membres

### Membres actuels
- Brendt Allman - guitare électrique, chœurs (depuis 1985)
- Carl Cadden-James - basse, chœurs, chant, flûte (depuis 1985)
- Gary Wehrkamp - claviers, piano, guitare, chœurs (depuis 1993)
- Joe Nevolo - batterie (depuis 1997)
- Brian Ashland - chant, guitare, claviers (depuis 2009)

### Anciens membres
- Chris Ingles - piano, claviers (1985-2007)
- Mike Baker - chant (1985-2008 ; décédé en 2008)
- Kevin Soffera - batterie (1994-1996)

## Discographie

### Albums studio
- 1992 : Shadow Gallery
- 1995 : Carved in Stone
- 1998 : Tyranny
- 2001 : Legacy
- 2005 : Room V
- 2009 : Digital Ghosts

### Compilation
- 2007 : Prime Cuts

### Participation
- 1995 : Tales From Yesterday Artistes Variés - Hommage à Yes. Avec Robert Berry, Steve Morse, Steve Howe & Annie Haslam, World Trade, Peter Banks, Patrick Moraz, etc. Shadow Gallery reprend Release Release.